# 1900年夏季奧林匹克運動會槌球比賽

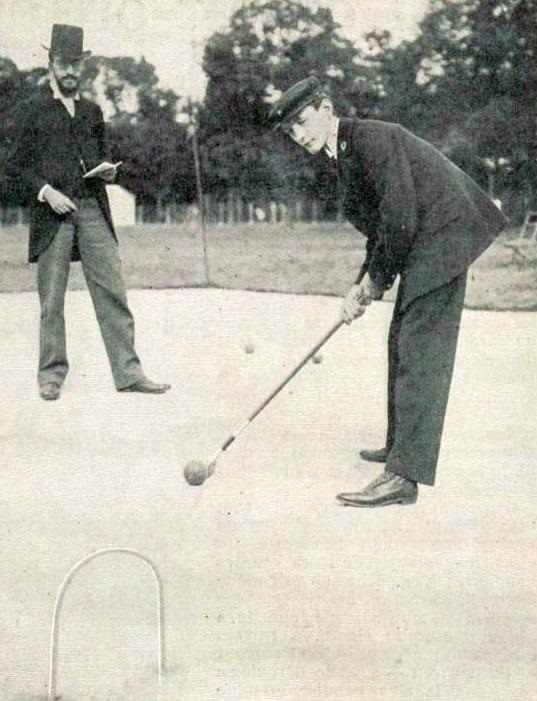
選手參與1900年夏季奧林匹克運動會槌球比賽

在1900年夏季奧林匹克運動會中共進行三次槌球比賽，包括單打單球，單打雙球及雙打賽，其中七名男子和三名女子參加比賽，全部運動員都是來自法國，是1900年運動會唯一一項比賽由同一個國家選手參與。
這場是夏季奧運會唯一一場舉辦的槌球比賽，儘管在1904年夏季奧運會上出現一項美式打法的硬地槌球（Roque）。槌球比賽歸入為「正式奧林匹克」比賽項目曾受到爭議，奧運歷史學家根據每個比賽項目是否合符四個標準（限於業餘選手，設有國際賽參與，開放給所有選手參加而且無障礙）作出決定視為奧運會項目，槌球比賽符合其中三個標準則獲得「奧林匹克」比賽項目的地位。有紀錄顯示十名槌球選手中的一人馬塞爾·哈恩騰斯（Marcel Haëntjens）當時被認為是比利時人，因此槌球項目被視為奧運會項目，儘管事後發現哈恩騰斯實際上是法國人

## 奖牌得主
| 届数     | 金牌                                      | 银牌                        | 铜牌                            |
| 單打單球 | 加斯东·奥穆瓦特 · 法国（FRA）             | 喬治·喬恩 · 法国（FRA）     | 克雷蒂安·韋德利希 · 法国（FRA） |
| 單打雙球 | 克雷蒂安·韋德利希 · 法国（FRA）           | 莫里斯·維涅羅 · 法国（FRA） | 雅克·索特羅 · 法国（FRA）       |
| 雙打     | 法国（FRA） · 加斯东·奥穆瓦特 · 喬治·喬恩 | 不詳                        | 不詳                            |

## 獎牌榜
| 排名                     | 国家 / 地区              | 金牌 | 銀牌 | 銅牌 | 总计 |
| ------------------------ | ------------------------ | ---- | ---- | ---- | ---- |
| 1                        | 法国（FRA）              | 3    | 2    | 2    | 7    |
| 总计（共1个国家 / 地区） | 总计（共1个国家 / 地区） | 3    | 2    | 2    | 7    |